# Neoclemensia spathulata
Neoclemensia spathulata är en orkidéart som beskrevs av Cedric Errol Carr. Neoclemensia spathulata ingår i släktet Neoclemensia och familjen orkidéer. Inga underarter finns listade i Catalogue of Life.